# Баклажанна ікра
Баклажанна ікра — овочева ікра з баклажанів.
Вважається не тільки смачною, але й корисною, оскільки баклажани корисні для здоров'я — зокрема, вживання в їжу баклажанів сприяє зниженню холестерину в крові, печінці, нирках. Крім того, баклажанна ікра багата вітамінами та мікроелементами.
На теренах Російської імперії баклажанна ікра з'явилася в XVII столітті і була завезена з Ірану.
На початку 1970-х років у СРСР консервована баклажанна ікра в банках зазвичай у великих кількостях стояла на полицях магазинів, і її дуже мляво розкуповували. Цей факт (що ця ікра нікому не потрібна і/або доступна у великих кількостях) був обіграний у фільмі Леоніда Гайдая «Іван Васильович змінює професію» в жарті про «ікру заморську, баклажанну». Після виходу фільму на екрани баклажанну ікру стало модно подавати на стіл.
В Одесі її називають "ікра із синеньких" чи "ікра із синіх". При чому вважається за правило нарізати баклажани тільки дерев'яним ножем, аби залізо не почало процес окислення й не зіпсувало смак ікри. 